# Michał Sierakowski
Michał Roman Sierakowski herbu Dołęga (ur. 10 sierpnia 1748 w Twierdzy, zm. 27 lipca 1802 w Humaniu) – biskup rzymskokatolicki, biskup pomocniczy przemyski w latach 1778–1786, biskup diecezjalny kamieniecki i biskup diecezjalny latyczowski, targowiczanin – konsyliarz konfederacji generalnej koronnej w konfederacji targowickiej.

## Życiorys
Uczył się we Lwowie pod opieką Wacława Hieronima Sierakowskiego, ówczesnego biskupa przemyskiego. Z jego rąk otrzymał w 1764 w katedrze lwowskiej tonsurę i cztery niższe święcenia kapłańskie. W 1772 uzyskał święcenia diakonatu. W 1773 został kanonikiem kapituły kamienieckiej. W 1776 jako kanonik wszedł do kapituły katedralnej przemyskiej. W 1778 został koadiutorem dziekanii kapitulnej przemyskiej, a w 1781 dziekanem tej kapituły. Objął probostwa w Dynowie i Otfinowie.
W 1778 biskup przemyski Józef Tadeusz Kierski wyznaczył go swym sufraganem. Papież Pius VI prekonizował go na biskupa tytularnego Prusy. Święcenia biskupie otrzymał w Warszawie 8 grudnia 1778. W 1786 w ramach reform józefińskich zniesiona została sufragania przemyska. Sierakowski udał się więc na Ukrainę, gdzie pozostał. Z prezenty Stanisława Szczęsnego Potockiego uzyskał probostwo w Humaniu.
Związał się z konfederacją targowicką i 3 czerwca 1792 został jednym z jej konsyliarzy. 30 sierpnia 1792 w dniu imienin jej marszałka Stanisława Szczęsnego Potockiego odprawił nabożeństwo w Lubomli i wygłosił przemówienie, w którym wysławiał jego gorliwość w „dźwiganiu upadłej wolności”, zapewniając o wdzięczności przyszłych pokoleń, stawiał go za wzór cnoty i patriotyzmu i ogłosił zbawcą Rzeczypospolitej. 11 września tego roku, w dniu zjednoczenia się Generalności konfederacji Korony i Litwy, odprawił w Brześciu Litewskim mszę, po której wygłosił okolicznościowe przemówienie i odczytał akt unii. Władze konfederackie wyznaczyły Sierakowskiego posłem do Rzymu, gdzie miał dziękować papieżowi za błogosławieństwo oraz prosić o przywrócenie uroczystości świętego Stanisława 8 maja i cofnięcie kasaty zakonu jezuitów. Od ambasadora rosyjskiego J.J. Sieversa otrzymał pensję 300 dukatów.
Występował w obronie Żydów, a przeciw mieszczanom warszawskim. Za obietnicę kilku tysięcy dukatów ułożył projekt, w którym ustawy uzyskane przez popierających konstytucję 3 maja mieszczan warszawskich, nakazujące usunięcie ludności żydowskiej z Warszawy uznał za bezprawne. W 1792 był delegowany przez konfederację targowicką do zasiadania w Komisji Edukacji Narodowej. W maju 1793 Generalność konfederacka nadała mu probostwo krzyżanowickie, odsądzając jego poprzedniego dożywotniego posesora Hugona Kołłątaja.
17 września 1795 Katarzyna II zniosła pięć spośród sześciu istniejących łacińskich diecezji w zaborze rosyjskim. Mianowała Sierakowskiego rządcą nowo utworzonej diecezji latyczowskiej z pensją 2 tysięcy rubli. Jako jeden z pierwszych nakazał stosowanie kalendarza juliańskiego w swojej diecezji. W 1798 został biskupem reaktywowanej diecezji kamienieckiej. Wsławił się wielką liczbą unieważnień małżeństwa, jakie łatwo uzyskiwano za jego pośrednictwem. Przegrał w karty pieniądze przyznane na legację do Rzymu oraz insygnia biskupie wykupionymi potem przez słynną kurtyzanę Zofię Wittową, później drugą żonę targowiczanina Szczęsnego Potockiego, która także z pasją grywała z biskupem w karty. Z biskupem-karciarzem przyjaźniła się także poprzednia żona Potockiego, Józefina Amalia Potocka.
Pochowany w katedrze w Kamieńcu Podolskim. 

## Ordery i odznaczenia
- Order Świętego Stanisława,
- Order Świętej Anny I klasy,
- Order Świętego Aleksandra Newskiego.